# Joseph Friedrich Renner von Oesterreicher
Joseph Friedrich Renner von Oesterreicher (Giuseppe Federico Cavaliere Renner di Oesterreicher en italien), né en 1784 à Trieste et mort dans la même ville le 6 juillet 1865, est un banquier, commerçant, philanthrope et diplomate.

## Biographie
Il est le fils de Wolfgang Friedrich von Renner (1738-1815), consul général royal du Danemark à Trieste, agent du duché de Modène, président du tribunal du Commerce de Trieste et premier chef de la communauté protestante de la ville, et de Juliana Beata Raupach. Son père est le cousin du chevalier Johan Heinrich Dumreicher (da), architecte naval néerlandais et capitaine-commandant de l'administration maritime danoise.
Renner se consacre dès sa jeunesse à l'étude du commerce et reprend l'entreprise commerciale familiale "Pandolfo Federico Oesterreicher" fondée par ses ancêtres en 1715 et qui continua d'exister jusqu'en 1863. Dans le même temps, Renner occupe le poste de consul général royal du Danemark et d'agent consulaire du duché de Modène. Chevalier et conseiller d'État du roi du Danemark, il est grand-Croix de l'Ordre de Dannebrog et chevalier de l'ordre de l'aigle d'Este (it).
En tant que membre du conseil d'administration de l'agence commerciale de Trieste, Renner jouit de la confiance et de la considération générale et est chargé à plusieurs reprises de missions importantes. Quelques mois après sa mort, l'agence de commerce lui décerne une récompense, à savoir l'installation de son portrait dans la salle de la bourse de Trieste. Cette marque de respect, depuis l'existence de la bourse, n'a été décernée qu'à trois hommes: le fondateur de la bourse de Trieste, Ciriaco Catraro, et deux autres importants marchands, Thaddeus von Reyer (1761-1846) et Aaron Isaak von Parente (1775-1853).
Lorsqu'il meurt sans enfant à l'âge de 81 ans, sa fortune considérable passe à des parents mais il laisse un important capital de plusieurs dizaines de milliers de florins à des fins caritatives, notamment un fond pour les étudiants commerçants  15 000 florins à la communauté protestante de Trieste ainsi qu'une fondation nommée "Volfango Federico Oesterreicher" dotée de 5 000 florins en obligations aux bénéfices des aveugles pauvres.

## Sources
- Renner von Oesterreicher, Joseph Friedrich In Biographisches Lexikon des Kaiserthums Oesterreich
- Renner (von Oesterreicher), Giuseppe Federico In Österreichisches Biographisches Lexikon 1815–1950
- Notice sur deutsche-biographie.de